# ينغجة (ميانة)
ينغجة هي قرية في مقاطعة ميانة، إيران. عدد سكان هذه القرية هو 334 في سنة 2006.